# Латвійський музей природи
Латвійський музей природи (латис. Latvijas Dabas muzejs) — один з найстаріших музеїв Латвії. Є найбільшим в країні збірником геологічних, палеонтологічних, зоологічних, ботанічних і антропологічних предметів.

## Історія
Заснований в 1845 році як музей Ризького товариства природознавців. У 1860 році фонди музею були поповнені колекцією відомого ризького збирача доктора Ніколауса Хімзеля.
Великий внесок у справу становлення музею внесли президенти Ризького товариства природознавців Р. Шведер і К. Р. Купфер, а також натураліст Б. Гіммерталь і лікар А. Цандер, батько одного з піонерів ракетної техніки Фрідріха Цандера.
Після ліквідації в 1939 році Ризького товариства природознавців колекція була розділена. В 1951 році було злиття з однопрофільних Шкільним музеєм міністерства освіти Латвійської РСР. У 1968 році Музей природи отримав нові колекції з музею Інституту морської геології і геофізики Академії наук СРСР і регіонального музею Геологічного управління Академії наук Латвійської РСР.
З 1999 року Музей природи перейшов під управління міністерства навколишнього середовища Латвії.
Колекцію музею складають шість експозиційних відділів:
- антропологічний;
- ботанічний;
- зоологічний;
- геологічний;
- відділ природознавства;
- палеонтологічний.

Велику цінність представляють колекції різноманітних скам'янілостей девонських панцирних риб, а також виявлені на початку 1970 років в кар'єрі Лоде повністю збережені скелети панцирних і лопатеперих риб.
У музеї регулярно проводяться тематичні виставки, конкурси. Музейний фонд складається з більш ніж 194 тисяч музейних предметів. Є своя майстерня і фотолабораторія.